# Водянов, Роман Михайлович
Роман Михайлович Водянов (род. 25 ноября 1982 года, Кудымкар, Коми-Пермяцкий автономный округ, Пермская область, РСФСР, СССР) — российский политический деятель, депутат Государственной думы Федерального собрания Российской Федерации VIII созыва, член фракции «Единая Россия». Из-за вторжения России на Украину, находится под международными санкциями Евросоюза, США, Великобритании и ряда других стран.

## Биография
Роман Водянов родился 25 ноября 1982 года в городе Кудымкар Коми-Пермяцкого автономного округа Пермской области в многодетной семье врача и педагога. В 2011 году он основал благотворительный фонд «Я помогаю детям». В 2012 году окончил Московский государственный университет экономики, статистики и информатики. В 2013 году был избран депутатом Двуреченского сельского поселения Пермского муниципального района Пермского края, в 2014 — депутатом Земского Собрания Пермского муниципального района, где работал в комитете по экономическому развитию, бюджету и налогам. С 2016 по 2021 год был председателем Пермского регионального отделения «Опоры России», в 2017 году стал членом президиума правления этой организации, в 2018—2022 годах занимал пост вице-президента.
В 2016—2021 годах Водянов заседал в Законодательном собрании Пермского края, где был заместителем председателя комитета по промышленности, экономической политике и налогам. В 2021 году был избран в Государственную думу VIII созыва, стал членом комитета по безопасности и противодействию коррупции.
Как «представитель власти, который поддерживает политику, которая подрывает территориальную целостность, суверенитет и независимость Украины», Водянов добавлен в международные санкционные списки. 24 марта 2022 года добавлен в санкционный список США.
Водянов женат, у него пятеро детей.